# Sabrina Bryan

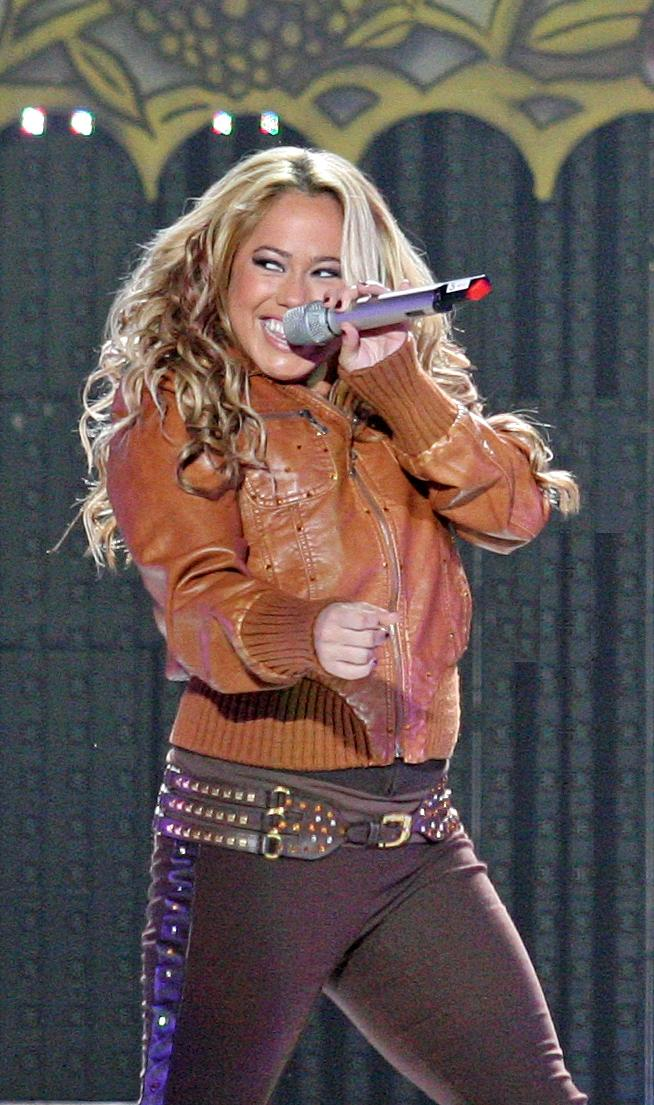
Sabrina Bryan (2008)

Sabrina Bryan (eigentlich Reba Sabrina Hinojos, * 16. September 1984 in Yorba Linda, Kalifornien) ist eine US-amerikanische Schauspielerin und Sängerin.

## Leben
Sabrina Bryan spielt die Rolle der Dorinda Thomas in den Disney Channel Original Movies Die Cheetah Girls und der Song-Contest, Cheetah Girls – Auf nach Spanien! und Cheetah Girls: One World. 2013 spielte sie über mehrere Folgen in der Disney-Serie Pair of Kings mit.
Außerdem ist sie mit der gleichnamigen Band auf Tourneen unterwegs und nimmt Alben auf. Sie ist eine begeisterte Tänzerin und hat diesbezüglich schon eine DVD herausgebracht. 2007 nahm sie an der Show Dancing with the Stars teil.